# Prince des poètes
Il titolo di Prince des poètes è una sigla onorifica e non ufficiale che viene assegnata in Francia ai diversi poeti dopo la morte del loro predecessore. 
Il titolo non è stato sempre assegnato nello stesso modo e non ha avuto sempre lo stesso carico simbolico e lo stesso riconoscimento in tutte le epoche. Il titolo e l'elezione che l'accompagna sono quindi stati oggetto di critica, tant'è che nel XX secolo il poeta Saint-John Perse lo rifiutò.
L'espressione Prince des poètes, di più ampio impiego, è entrata in uso ed è stata ripresa da critici e accademici per designare poeti come Marot e Ronsard; esso è stato a lungo utilizzato anche in francese per designare i poeti antichi, eccellenze come Omero e Virgilio, e, per estensione, altri poeti europei, come l'italiano Torquato Tasso o lo spagnolo Garcilaso de la Vega.

## Elenco
- Clément Marot
- Pierre de Ronsard
- Ignacy Krasicki, 1801
- Leconte de Lisle, 1885-1894
- Paul Verlaine, 1894-1896[1]
- Stéphane Mallarmé, 1896-1898
- Léon Dierx, 1898-1912
- Paul Fort, 1912-1960
- Jules Supervielle, 1960
- Jean Cocteau, 1960-1963
- Maurice Carême, 1972-1978
- Léopold Sédar Senghor, 1978-2001
- Jean Ristat, 2013[2]